# Капустная тля
Капу́стная тля (лат. Brevicoryne brassicae) — насекомое семейства настоящих тлей (Aphididae).

## Описание
Взрослые особи длиной около 2 мм, зеленоватые, покрытые седовато-белым восковым налётом. Усики состоят из 6 сегментов и составляют чуть больше половины длины тела. Насекомые кормятся соком капустных, вызывая обесцвечивание и скручивание листьев.

## Химическое оружие
Тля получает из растения вторичные метаболиты растений (глюкозинолаты) и накапливает их в гемолимфе. В мускулах груди и головы этой тли содержится фермент мирозиназа. Когда на тлю нападает хищник, оба компонента смешиваются в его желудке. Происходит химическая реакция, и получается аллилизотиоцианат, иначе называемый аллилгорчичным маслом. Из божьих коровок, которые питаются крылатой тлёй, погибают 17 %, из питающихся бескрылой тлёй не выживает никто. В результате колония оказывается защищена от этих хищников (пример группового отбора).
Тля выделяет тягучую и сладкую на вкус жидкость, которую очень любят муравьи. Поэтому муравьи нередко берут колонии тли под свою защиту и оберегают их от хищников.

## Размножение
Весной из перезимовавших яиц выводятся бескрылые самки, которые рождают до 40 личинок. В середине лета появляются крылатые самки, которые перелетают на другие растения. За лето сменяется 8–20 поколений. Осенью выводятся крылатые самцы, которые оплодотворяют самок, и те откладывают зимующие яйца на кочерыжки капусты и сорняки.

## Передача вирусов
Капустная тля разносит около 20 различных вирусов.